# Darwaz-e Bala (district)
Pour les articles homonymes, voir Darwaz-e Bala.
Darwazi Bala est un district de la province de Badakhshan en Afghanistan. Sa population est estimée à 11 000 habitants.